# Donja Dubrava
 Ovo je glavno značenje pojma Donja Dubrava. Za druga značenja pogledajte Donja Dubrava (razdvojba).
Donja Dubrava (mađarski Alsódomboru, kajkavski Dolnja Dobrava) je općina u Međimurskoj županiji, Hrvatska, smještena blizu ušća rijeke Mure u Dravu. Sastoji se od jednog istoimenog naselja s 2531 stanovnikom (2001.).

## Općinska naselja
Jedino naselje u sastavu općine je Donja Dubrava.

## Zemljopis
Donja Dubrava smještena je na samom istoku Međimurske županije. Od Čakovca 33 km, od Ludbrega 25 km i od Koprivnice 22 km. Mjesto se nalazi na rijeci Dravi. 

## Stanovništvo
Po popisu stanovništva iz 2001. godine, općina Donja Dubrava imala je 2274 stanovnika, raspoređenih u jednom naselju - Donjoj Dubravi.

### Nacionalni sastav, 2001.
- Hrvati – 2249 (98,90 %)
- Rusi – 9 (0,40 %)
- Albanci – 2
- Makedonci – 2
- Srbi – 2
- Ukrajinci – 2
- Slovenci – 1
- ostali – 1
- neopredijeljeni – 4
- nepoznato – 2

| broj stanovnika | 2602  | 2855  | 2907  | 3341  | 3508  | 3734  | 3428  | 3395  | 3441  | 3250  | 3090  | 2980  | 2719  | 2536  | 2274  | 1920  | 1658  |
|                 | 1857. | 1869. | 1880. | 1890. | 1900. | 1910. | 1921. | 1931. | 1948. | 1953. | 1961. | 1971. | 1981. | 1991. | 2001. | 2011. | 2021. |

| broj stanovnika | 2602  | 2855  | 2907  | 3341  | 3508  | 3734  | 3428  | 3395  | 3441  | 3250  | 3090  | 2980  | 2719  | 2536  | 2274  | 1920  | 1658  |
|                 | 1857. | 1869. | 1880. | 1890. | 1900. | 1910. | 1921. | 1931. | 1948. | 1953. | 1961. | 1971. | 1981. | 1991. | 2001. | 2011. | 2021. |

## Uprava
Općinski načelnik, donačelnici, poglavarstvo, Općinsko vijeće

## Povijest
Mjesto ima dugu tradiciju; utvrda Novi Zrin jedno je od povijesnih obilježja utkano i u općinski grb.

## Gospodarstvo
Od nekad pretežito poljoprivrednih domaćinstava, krajem 19. i početkom 20. stoljeća razvija se obrtništvo koje je i danas prisutno u velikoj mjeri. Otvaranje zone male privrede nije puno pomoglo u novom zapošljavanju, jer je dosta neiskorištenih kapaciteta. U blizini je Hidrocentrala Dubrava na rijeci Dravi.

## Poznate osobe
Danas se mjesto može podičiti petoricom redovitih profesora na fakultetima, i jednim rektorom. Osim njih, iz Donje Dubrave je hrvatska etnografkinja i folkloristica Marija Novak, isusovac Vladimir Horvat te pjevačica međimurskih narodnih pjesama Elizabeta Toplek (Teta Liza).

## Spomenici i znamenitosti
Uređenim centrom mjesta dominira park, a uređene su i povijesna zgrada Zalan, crkva Sv. Margarete i stambeno poslovni centar izgrađen ranih 70-tih godina prošlog stoljeća.

## Obrazovanje
U mjestu djeluje Osnovna škola koja je temelj obrazovanja. Sve više mladih se odlučuje na studije u kojima prednjači Visoka učiteljska škola u Čakovcu.

## Kultura
U mjestu djeluje Kulturno umjetničko društvo "Seljačka sloga" i već dugi niz godina okuplja mlade i starije članove u očuvanju kulturne baštine kraja preko pjesme, plesa i govora u više sekcija. Djeluju pjevački zbor, tamburaši, plesači i dramska grupa.
Najpoznatija živuća ikona mjesta jest Teta Liza odnosno Elizabeta Toplek, etno-pjevačica.
U okviru školskog programa česti su posjeti pisaca i književnika u Osnovnoj školi, promocije knjiga, redovite izložbe likovnih radova učenika i drugo.

## Šport
Donja Dubrava se može podičiti s cijelom lepezom športskih društava i udruga građana. 
Košarkaški klub Dubravčan ima zapažene rezultate na državnoj razini; okuplja mlade da se razvijaju u športskom i natjecateljskom duhu. 
Od ostalih športova, tu su nogometni klub "Dubravčan", koji je osnovan 1927. godine i 2017. godine proslavio 90. godina postojanja, zatim kuglački klub "Dubravčan", streljački klub (koji malo stagnira), Športsko ribolovno društvo "Štuka", Lovačko društvo "Fazan", te Teniski klub "Dubravčan". 
Među udrugama građana su Dobrovoljno vatrogasno društvo, Udruga umirovljenika, Društvo žena, Klub mladih, Ekološko društvo Senjar, Udruga dragovoljaca i veterana domovinskog rata, Društvo crvenog križa, Klub liječenih alkoholičara, Konjički klub, Nautički klub Fljojsar, te Udruga za uzgoj malih životinja Međimurska lastavica. Osim tih udruga, mještani se okupljaju i u okviru političkih stranaka.

## Vanjske poveznice
- Službena stranica Općine Donja Dubrava  Arhivirana inačica izvorne stranice od 29. siječnja 2008. (Wayback Machine)